# Krum
Krum (en búlgar: Крум, grec Κρούμος, Kroumos) va ser kan de Bulgària del 802 fin a la seva mort el 814. Mitjançant la derrota del kanat àvar el 805, Krum va estendre el territori de Bulgària cap al nord, abastant tota Transsilvània i l'est de Pannònia, on els seus dominis limitaven amb l'Imperi franc de Carlemany, que es va veure obligat a reconèixer el seu poderós veí.

## Biografia
Krum va unir els búlgars i eslaus de la conca del Danubi amb els de Transsilvània, formant una poderosa nació que va suscitar els recels de l'Imperi Romà d'Orient, governat llavors per Nicèfor I. A final de l'autumne de l'any 808, les forces búlgares van aniquilar l'exèrcit romà d'Orient a la vall del riu Estrímon. Amb motiu d'aquesta victòria, els búlgars es van apoderar de Sàrdica (la futura Sofia, actual capital de Bulgària), on van destruir la guarnició de l'Imperi Romà d'Orient. Com a resposta, l'emperador Nicèfor va conquerir la capital búlgara, Pliska, i va massacrar-ne els habitants; reduí a cendres el mateix palau del knyaz. Posteriorment, després de reconstruir la fortalesa de Sàrdica, l'emperador i el seu exèrcit van tornar a Constantinoble.
El maig de 811, un poderós exèrcit romà d'Orient, a les ordres del mateix emperador i del seu fill Estauraci, va atacar Bulgària, i va tornar a perpetrar sanguinàries matances a la ciutat de Pliska. No obstant això, Krum va poder venjar-se'n quan, el 26 de juliol del mateix any, va reeixir bloquejar el congost rocós de Varbitsa, per on travessava el confiat exèrcit romà d'Orient, que va ser gairebé totalment exterminat. El fill de l'emperador, Estauraci, va poder escapar amb vida, encara que paralitzat per una ferida que va afectar-li la columna vertebral. Segons uns rumors, Krum hauria ordenat que el crani de Nicèfor, que havia caigut en la batalla, fos cobert i muntat en plata per tal de fer-lo servir com a copa per beure durant la resta de la seva vida.
Ni tan sols després d'aquesta derrota els romans d'Orient van acceptar les condicions proposades per Krum, per la qual cosa aquest va prosseguir el seu avanç, prenent diverses ciutats i fortaleses de l'imperi. A la primavera del 812 va conquerir la ciutat de Develtos, al costat de la mar Negra i va deportar tots els seus habitants; poc després va assetjar la ciutat de Mesèmbria, actual Nesebar, que va caure en el seu poder el 5 de novembre del 812. Es va enfrontar amb l'exèrcit romà d'Orient a Versinikia, prop d'Adrianòpolis, el 22 de juny del 813, i el va derrotar sense problemes a causa de la deserció de les tropes anatòlies, manades per un tal Lleó l'Armeni, que seria el futur emperador Lleó V. Després de la desbandada de l'exèrcit imperial, els búlgars van acampar el 17 de juliol sota les muralles de Constantinoble.
Lleó V, que acabava de ser proclamat emperador tot i que la seva deserció en la batalla havia estat la causa de la derrota, va proposar a Krum negociar la pau, per això van disposar una trobada a l'extrem nord de les muralles de la ciutat, al costat del Corn d'Or. Havien convingut que ambdós havien d'acudir desarmats i amb només uns pocs seguidors, també desarmats. No obstant això, es tractava d'un estratagema ordit pels romans d'Orient per eliminar el kniaz, que amb prou feines va reeixir sortir viu de la trampa. La venjança de Krum per aquesta traïció va ser terrible: va destruir tots els barris de Constantinoble situats fora de les muralles, així com les ciutats d'Hebdomon i Selymbria, i va deportar a l'altre costat del Danubi tots els habitants de la ciutat d'Adrianòpolis, una de les més populoses de la part europea de l'imperi. Només la sobtada mort de Krum, el 13 d'abril del 814, va evitar que les seves devastacions arribessin encara més lluny. Va ser succeït pel seu fill Omurtag.